# Fernando Trias de Bes
Fernando Trias de Bes (Barcelona, 1967.), katalonski pisac i profesor ekonomije. Na hrvatskom mu je objavljeno djelo Dobra sreća koje je napisao u suautorstvu s Àlexom Rovirom i Celmom.